# Evarcha jucunda
Evarcha jucunda é uma espécie de aranha que pertence ao grupo das aranhas-saltadoras e é nativa da região mediterrânica.